# Bode (fiume)
Il Bode è un affluente occidentale e sinistro del fiume Saale in Sassonia-Anhalt, lungo 169 km. Sorge con due sorgenti nelle montagne dello Harz, scorre nei distretti di Harz, Börde e Salzlandkreis e sfocia vicino a Nienburg.

## Corso
Il fiume Bode nasce dall'unione di due corsi, il Kalte Bode e Warme Bode, che sorgono nel distretto di Goslar e Harz nelle montagne dell'Alto Harz. Entrambi i torrenti scorrono attraverso un'area a sud del Brocken, la più alta montagna dello Harz:
- Il Kalte Bode (letteralmente: "freddo Bode"), più corto e di sinistra (lungo 17 km), sorge nel parco naturale Harz/Sassiona-Anhalt (pochi metri a est del confine con il parco nazionale Harz) a sud-ovest sotto il monte Königsberg (1033,5 m). Scorre attraverso le frazioni di Schierke ed Elend e attraverso la diga di Mandelholz (poco meno di 460 m).

- Il Warm Bode (letteralmente: "caldo Bode"), (23 km di lunghezza), ha le sue sorgenti all'interno del Parco Nazionale di Harz; nasce dai torrenti Große Bode (a sinistra) e Kleine Bode (a destra), la cui sorgente è sul versante orientale dell'Achtermannshöhe (925 m). Questi si uniscono a nord-ovest sopra la città centrale di Braunlage a circa 630 m per formare il Warm Bode. Sotto Braunlage scorre attraverso Sorge e Tanne fino a Königshütte.

Il Bode si snoda tra Treseburg e Thale attraverso una stretta valle lunga 10 chilometri (6 miglia), la Bodetal, ossia "Gola del Bode". Oggi la valle è una riserva naturale. La "Gola del Bode" e i suoi villaggi sono l'ambientazione principale del romanzo di Theodor Fontane, Cécile.
Il fiume attraversa poi la zona più bassa dello Harz in un percorso curvilineo e, in alcuni punti, arginato e canalizzato, fino a sfociare nella Saale a Nienburg. Importanti affluenti del Bode sono la Selke e l'Holtemme. Altre città sul fiume Bode sono Quedlinburg, Wegeleben, Gröningen, Oschersleben, Hadmersleben, Egeln e Staßfurt.
La "Gola del Bode" a nord di Thale è oggi un'area protetta.

## La leggenda diBodo
Secondo la leggenda, c'era una volta un gigante chiamato Bodo che venne dalla Turingia per inseguire Brunhilde, la bella figlia del re, che voleva sposare contro la sua volontà. Brunilde fuggì su uno stallone bianco (in tedesco Ross), ma improvvisamente arrivarono in una profonda gola. Con un balzo audace raggiunse le rocce sul lato opposto, ma il suo inseguitore cadde nell'abisso. L'impronta degli zoccoli del suo cavallo può essere vista ancora oggi sullo sperone roccioso, cosiddetto Rosstrappe. Nel frattempo, Bodo fu trasformato in un cane. Quando il suo cavallo saltò la gola, tuttavia, la principessa perse la sua corona d'oro, che ora era custodita dal cane Bodo nella valle del fiume. Al fiume fu dato il nome di Bode dal gigante Bodo che ora era sotto un incantesimo.